# Jaume Cardona i Vila
Jaume Cardona i Vila (Artesa de Segre, 1942 - 20 de novembre de 2002) fou un metge i polític català, diputat al Congrés dels Diputats i senador.

## Biografia
Estudià medicina a la Universitat de Saragossa i exercí com a metge a la seva localitat natal des del 1970 al 1986. Militant d'Unió Democràtica de Catalunya, fou president del Club Esportiu Artesa de Segre i alcalde d'aquesta localitat per CiU des de l'any 1983 al 1991, i regidor del 1991 al 1999. Aquests anys, formà part del Comitè Executiu de l'Associació Catalana de Municipis i va ser ponent al Congrés per la Defensa del Petit Municipi. Des de l'any 1987 al 1991 fou diputat de la Diputació de Lleida. També formà part del Consell Comarcal de la Noguera com a vicepresident (1988-1991) i com a president (1991-1993).
Des del 1986 al 2002 fou parlamentari a Madrid: senador per la província de Lleida a les eleccions generals espanyoles de 1986, 1989, 1996 i 2000, i diputat per la mateixa província a les eleccions generals espanyoles de 1993. A la Cambra Alta fou portaveu adjunt de CIU, vicepresident primer i secretari quart de la Mesa. Durant la seva activitat parlamentària va tenir responsabilitats en les comissions sobre el pla de drogues, eutanàsia, sanitat i envelliment de la població. A més va participar en les comissions de les Comunitats Autònomes i de la Unió Europea.
Va morir d'un càncer que patia des de feia quatre anys durant el seu darrer mandat i fou substituït en el Senat d'Espanya per Carles Enric Florensa i Tomàs.